# Лівійсько-мальтійські відносини
Лівійсько-мальтійські відносини (мальт. Relazzjonijiet Libjani-Maltin, араб. العلاقات الليبية المالطية) — історичні та поточні двосторонні відносини між Лівією та Мальтою. 
Обидві держави встановили дипломатичні відносини невдовзі після здобуття Мальтою незалежності. За часів уряду Домініка Мінтоффа обидві країни мали дуже тісні зв'язки та співпрацю. 2013 року прем'єр-міністр Лівії Алі Зейдан заявив, що відносини між цими державами «відмінні».
Лівія має посольство в Аттарді, а Мальта має посольство в Триполі. 

## Історія

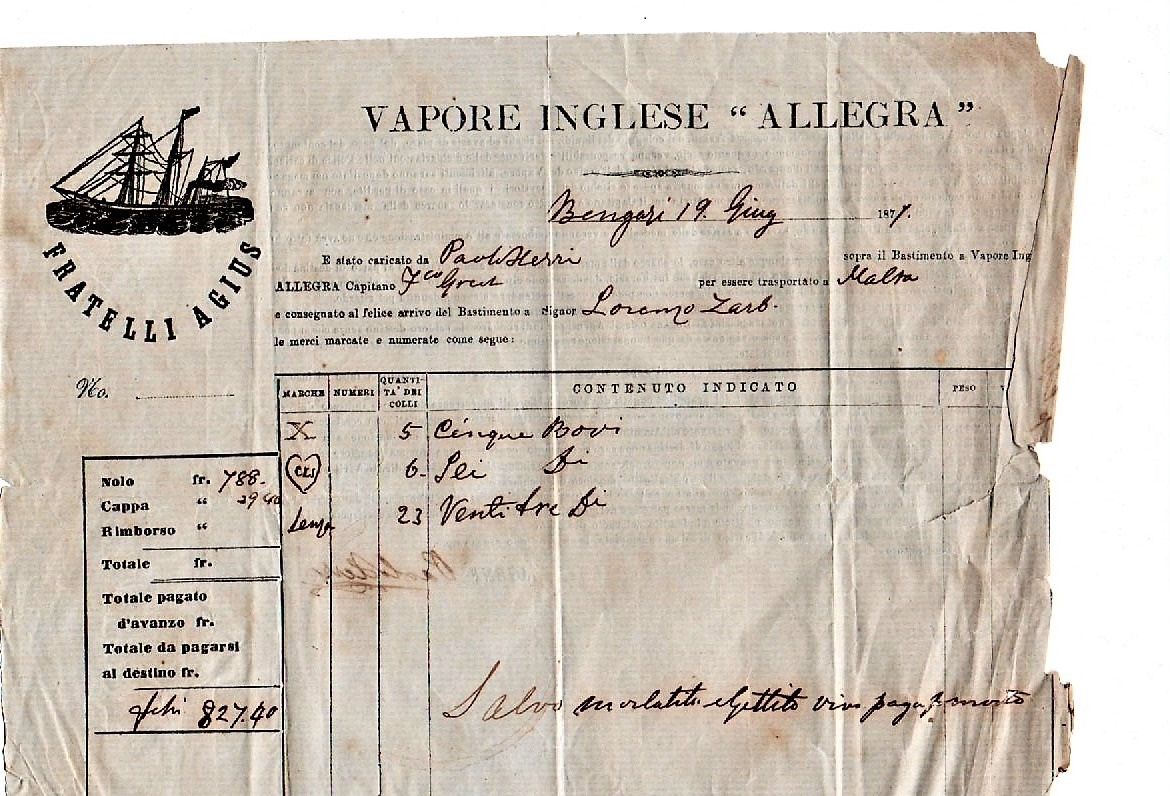
Італомовна накладна англійського пароплава Allegra, яким 1871 року володів Фрателлі Агіус і яким перевозили худобу з Бенгазі (Лівія) на Мальту

### Початкові відносини (1964—1980)

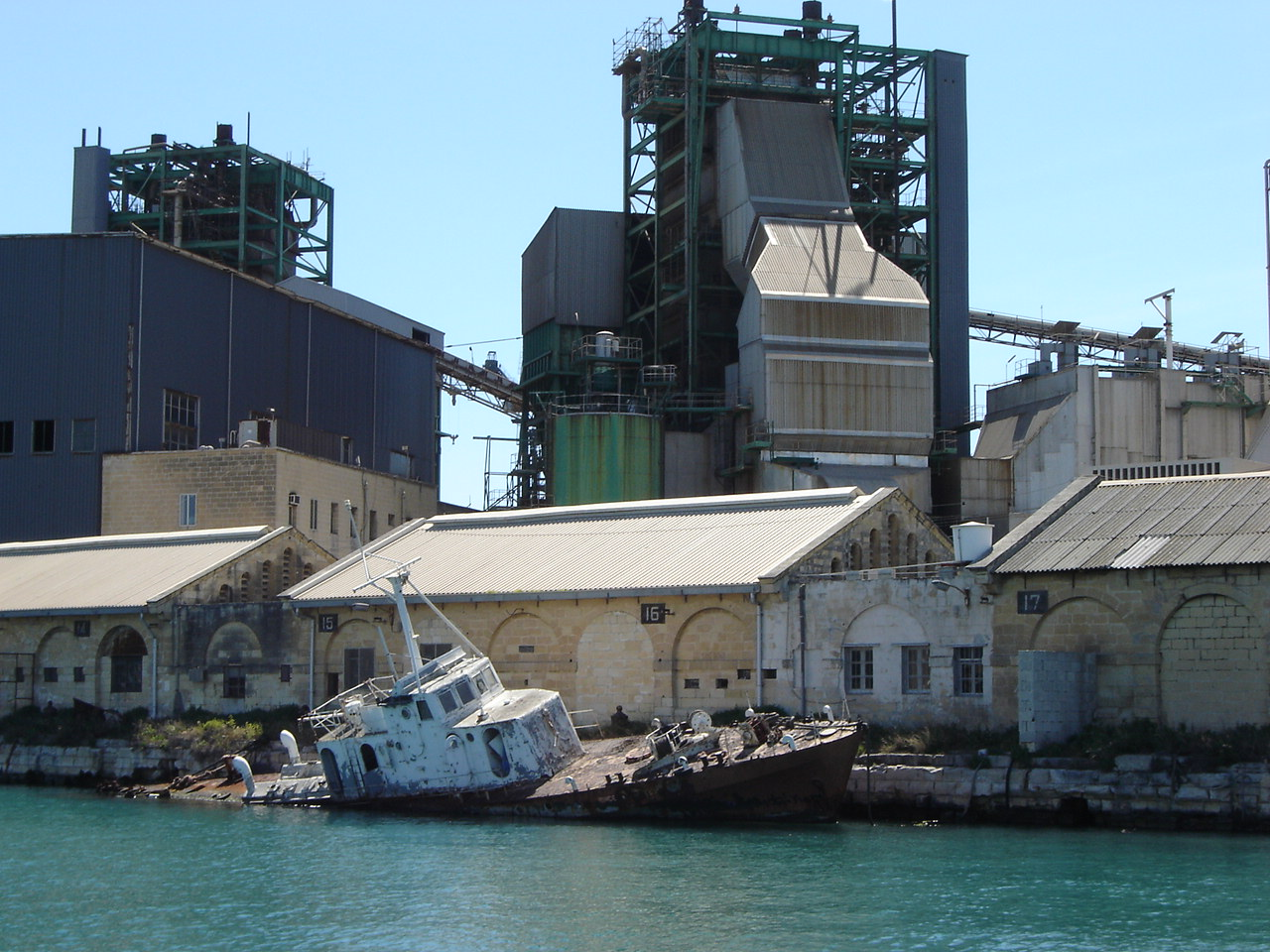
Списаний мальтійський патрульний катер, який у 2006 році стояв у Марсі. Це був один із чотирьох човнів, подарованих Лівією Мальті в 1975—1976 роках.

В роки правління Мінтоффа після здобуття незалежності Мальти Лівія позичила їй кілька мільйонів доларів, щоб компенсувати втрату прибутку від оренди внаслідок закриття на Мальті британських військових баз. Ці тісніші зв'язки з Лівією означали драматично новий (але короткотривалий) розвиток мальтійської зовнішньої політики: західні ЗМІ повідомляли, що Мальта, схоже, повернулася спиною до НАТО, Великобританії та Європи загалом. Принаймні до 1970-х років Лівія вже мала постійне посольство на Мальті, розташоване на знаменитій віллі Драго в Слімі. Вілла також відома як Дар-Тарак або Дар-Тарек, і зараз це запланована будівля 1-го класу.

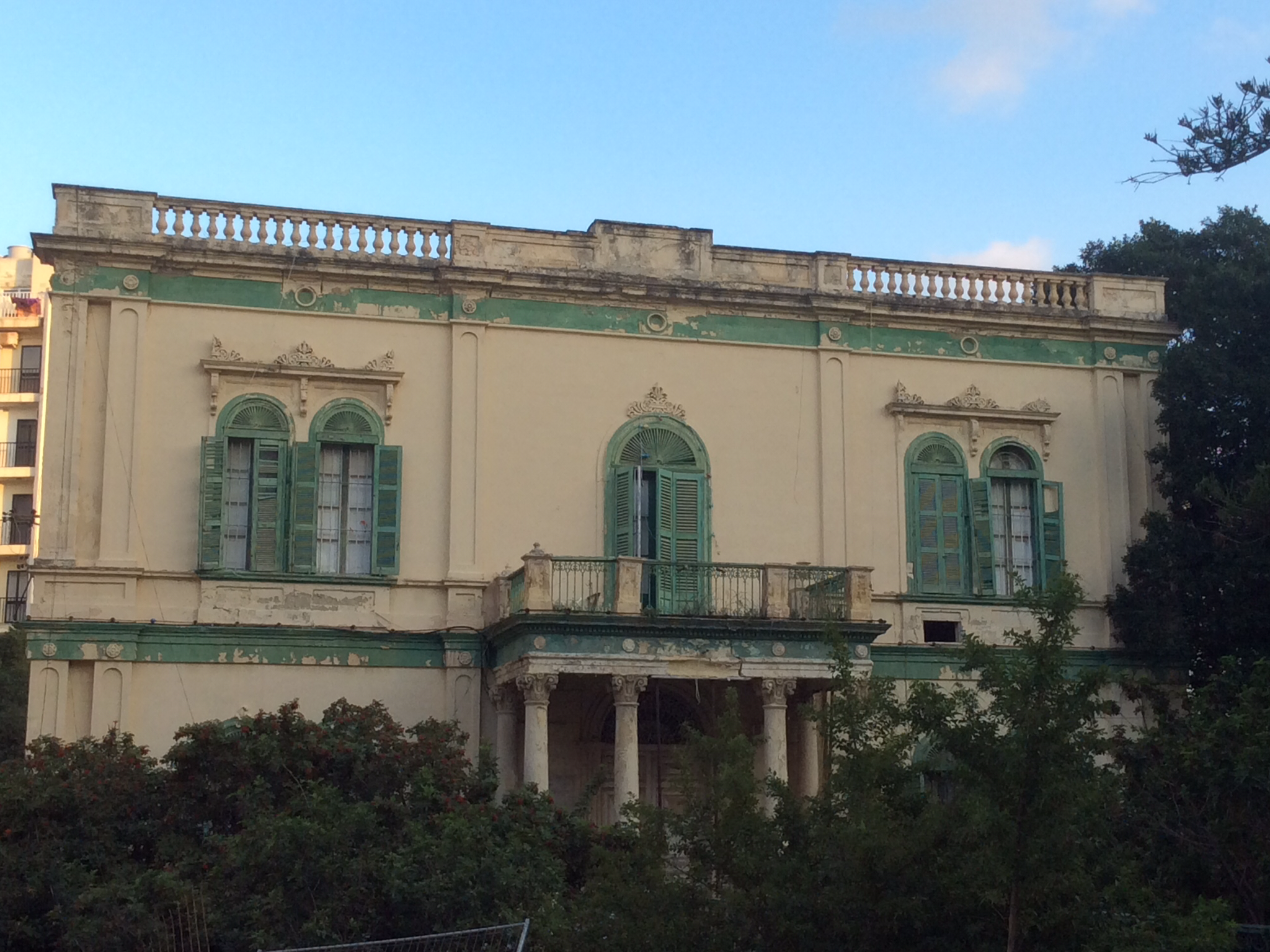
Вілла Драго в Слімі, де розміщувалося перше посольство Лівії на Мальті

Почали виходити історичні книжки, які поширювали ідею розриву з італійським і католицьким населенням, намагаючись натомість пропагувати теорію тісніших культурних і етнічних зв'язків із Північною Африкою. Цей новий поворот відзначив у 1991 році антрополог Джеремі Буассейн:

...лейбористський уряд розірвав відносини з НАТО і шукав зв'язків з арабським світом. Після 900 років прив'язаності до Європи Мальта почала дивитися на південь. Мусульмани, яких у фольклорі досі згадують за люті піратські напади, були переосмислені як кровні брати.

Каддафі навіть стверджував, що мальтійці мають арабське коріння через фінікійське походження.
У 1975—1976 роках лівійський уряд надав 1-й (морській) батареї мальтійських сухопутних військ (нині морська ескадра збройних сил Мальти) чотири патрульні катери.

### Інцидент із Сайпемом (1980)
1980 року нафтовій платформі італійської компанії Saipem, яку підрядила Texaco для буріння від імені мальтійського уряду за 68 морських миль на південний схід від Мальти, довелося зупинити роботу з огляду на загрозу, яку їй створив лівійський канонерський човен. І Мальта, і Лівія заявляли про економічні права на згаданий район, а цей інцидент підвищив напруженість. Справу у 1982 році передали до Міжнародного суду ООН, але рішення суду 1985 року торкнулося лише розмежування невеличкої частини спірної території.

### Поліпшення відносин (1982—1987)
У відповідь на неодноразові заклики Каддафі до тіснішого, більш офіційного союзу між двома країнами Мальта і Лівія уклали Договір про дружбу та співпрацю. На короткий час арабська мова стала обов'язковим предметом у мальтійських середніх школах.  1984 року Муаммар Каддафі офіційно відкрив на Мальті мечеть Маріам Аль-Батул, побудовану двома роками раніше.

### Націоналістичні уряди до громадянської війни в Лівії (1987—2011)

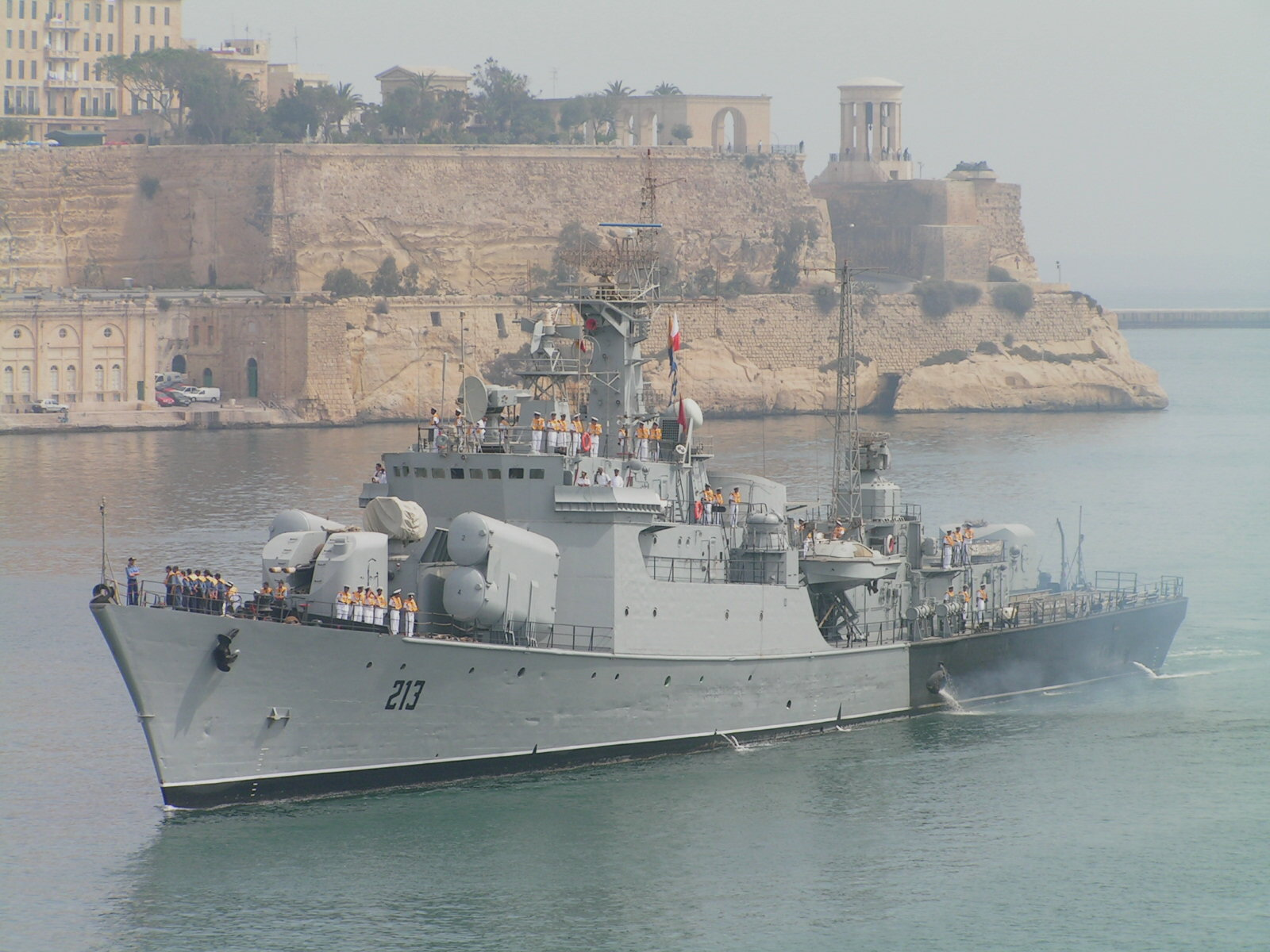
Лівійський фрегат Al Ghardabia у Великій гавані Мальти, 2005 р.

Після відходу від влади урядів Мінтоффа та Міфсуда Боннічі Мальта зберегла відмінні взаємини з Лівією. Відносини охолонули 2005 року після вбивства на Мальті генерального секретаря Ісламського джихаду у Палестині Фатхі Шакакі, яке ймовірно скоїв Моссад, проте пізніше вони нормалізувалися. 

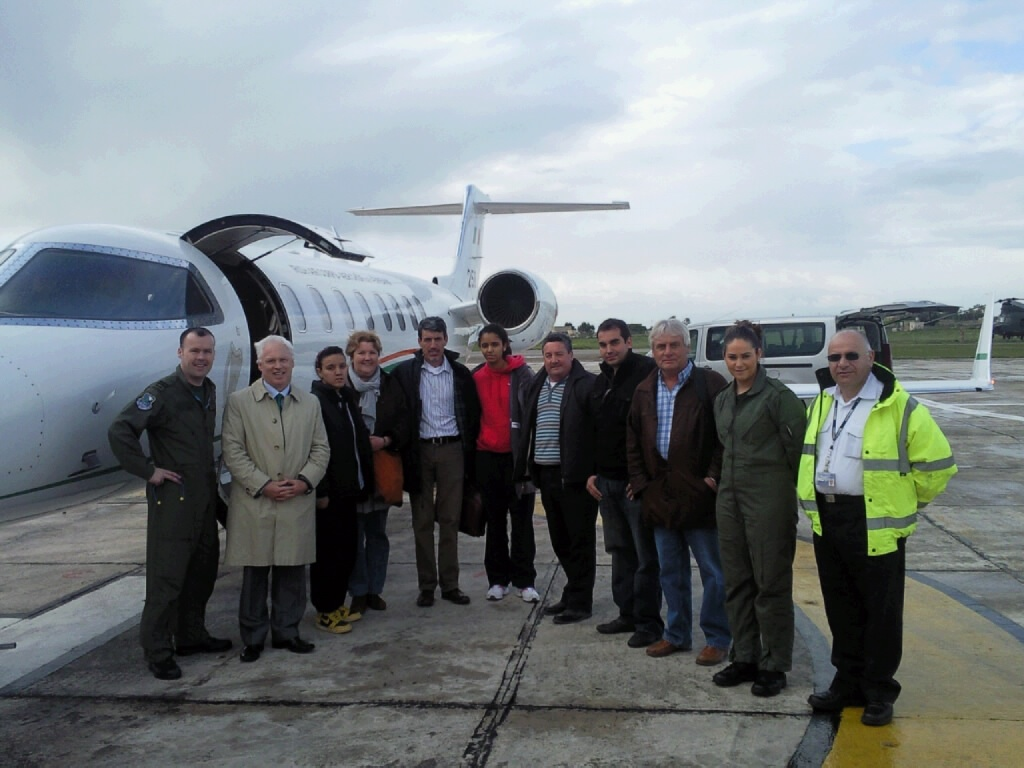
Громадяни Ірландії в міжнародному аеропорту Мальти після евакуації з Лівії 26 лютого 2011 року

21 лютого 2011 року, на початку першої громадянської війни в Лівії, два винищувачі лівійських повітряних сил замість того, щоб бомбити протестувальників у Бенгазі, втекли на Мальту. Відмова мальтійського уряду видати пілотів або повернути Лівії літаки швидко перетворила в очах уряду Каддафі цю острівну державу на недружнього сусіда на тлі лівійського повстання. Крім того, Мальта координувала евакуацію десятків тисяч іноземних робітників, яких охопив конфлікт. Вона також відіграла невелику роль у подальшому міжнародному втручанні в конфлікт.
11 березня один із двоюрідних братів Каддафі спробував підкупити чиновників повітряних сил Мальти, щоб придбати авіагас.

### Доба після Каддафі (2011 — теперішній час)
Після повалення Муаммара Каддафі в Лівії обидві сторони продовжили зміцнювати взаємовідносини. Уряд Мальти у співпраці з Мальтійським коледжем мистецтв, наук і технологій запропонував стипендії лівійським студентам. Також тривали дискусії щодо нелегальної міграції. У вересні 2013 року для Мальти було укладено угоду про закупівлю за фіксованою ціною сирої нафти, переробленої нафти, авіаційного палива та скрапленого газу. Обидві сторони обговорили деякі питання щодо зони розвідки нафти, на які претендують обидві країни, погодившись на спільну нафторозвідку силами обох держав. Також Мальта допоможе Лівії в ділянці перевезень і цивільної авіації. Уряд Лівії був зацікавлений у покращенні зв'язків між двома країнами, включаючи нафтогазову галузь, освіту та інші аспекти.

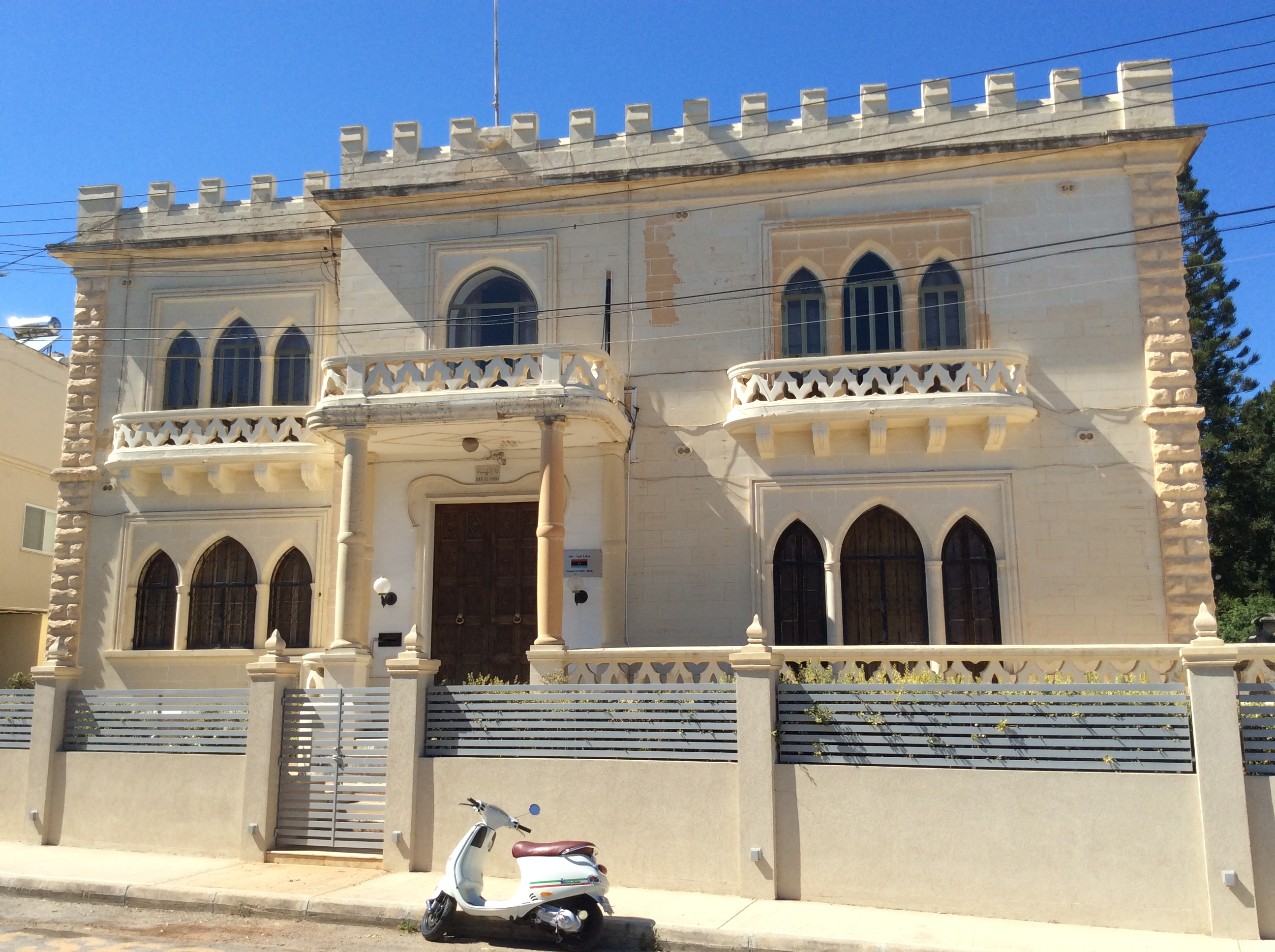
Дар Ель-Хана (Посольство Лівії в Бальцані), Мальта

Під час другої громадянської війни в Лівії Мальта (разом із більшістю міжнародної спільноти) продовжувала визнавати Уряд національної згоди після того, як Верховний суд Лівії оголосив його неконституційним. Лівійський тимчасовий повірений Хусін Мусраті наполягав, що цим Мальта «втручається у справи Лівії»  Через цей конфлікт на Мальті виникли два дипломатичні представництва Лівії. Визнаний Загальний національний конгрес контролював офіційне посольство Лівії в Бальцані, а невизнана Палата представників відкрила консульство в Та Шбіш. Кожне з двох представництв заявляє, що візи, видані іншою стороною, недійсні.
27 січня 2015 року бойовики «Ісламської держави» напали на мальтійський готель Corinthia у Триполі. Після подальшого розширення Ісламської держави в Лівії (зокрема, падіння Нофалії) прем'єр-міністр Джозеф Мускат і лідер опозиції Саймон Бусуттіл закликали ООН і Євросоюз утрутитися в Лівію, щоб запобігти перетворенню країни на неспроможну державу.
16 грудня 2015 року на Мальті у Валлетті в Оберж-де-Кастій відбулася зустріч між керівниками двох протиборчих урядів Лівії. Її довелося відкласти на кілька днів через те, що спочатку не з'явилися представники уряду з Тобрука.